# スターバト・マーテル (楽曲)
スターバト・マーテルもしくは聖母哀傷（ラテン語: Stabat Mater）は、ローマ・カトリック教会の、おそらくヤコポーネ・ダ・トーディ作詩とされる13世紀のセクエンツァ「スターバト・マーテル」に曲付けされた楽曲に類型的に付けられる題名である。スターバト・マーテルに曲を付けた作曲家は600人以上と言われる。
現在広く知られる作曲家およびその作品に次のようなものがある（年代順）。
- ジョスカン・デ・プレ（16世紀）
- ペドロ・デ・エスコバール（16世紀）
- オルランド・ディ・ラッソ（1585年）
- ジョヴァンニ・ダ・パレストリーナ（1590年）[2]
- マルカントワーヌ・シャルパンティエ（1670年）
- エマヌエーレ・アストルガ（1707年）
- アントニオ・ヴィヴァルディ - 『スターバト・マーテル (ヴィヴァルディ)』（1712年）
- アレッサンドロ・スカルラッティ（1724年）
- ジョヴァンニ・バッティスタ・ペルゴレージ - 『スターバト・マーテル (ペルゴレージ)』（1736年）
- フランティシェク・イグナツ・トゥーマ（1750年）
- フランツ・ヨーゼフ・ハイドン - 『スターバト・マーテル (ハイドン)』（1767年）
- ルイジ・ボッケリーニ（1781年）
- フランツ・シューベルト（1815年・16年）
- ジョアキーノ・ロッシーニ - 『スターバト・マーテル (ロッシーニ)』（1841年）
- フランツ・リスト - オラトリオ『キリスト』（1862-67年）の第3曲はイエスを生んだ後のマリアの喜びを歌った「Stabat Mater speciosa」になっている[3]。
- シャルル・グノー（1867年）
- アントニン・ドヴォルザーク - 『スターバト・マーテル (ドヴォルザーク)』（1877年）
- ヨーゼフ・ラインベルガー（1890年）
- ジュゼッペ・ヴェルディ（1898年）- 『聖歌四篇』第2曲
- コダーイ・ゾルターン（1898年）
- チャールズ・ヴィリアーズ・スタンフォード（1906年）
- カロル・シマノフスキ -『スターバト・マーテル(シマノフスキ)』（1926年） - 世俗語（ポーランド語訳）に曲付けされている。
- レノックス・バークリー（1947年）
- フランシス・プーランク - 『スターバト・マーテル (プーランク)』（1950年）
- クシシュトフ・ペンデレツキ（1962年） - のち「ルカ受難曲」に編入されるが、単独で演奏される機会も多い。
- アルヴォ・ペルト - 『スターバト・マーテル (ペルト)』（1985年）
- トロン・クヴェルノ（英語版）（1991年）
- カール・ジェンキンス（2007年）